# Cristal fotónico

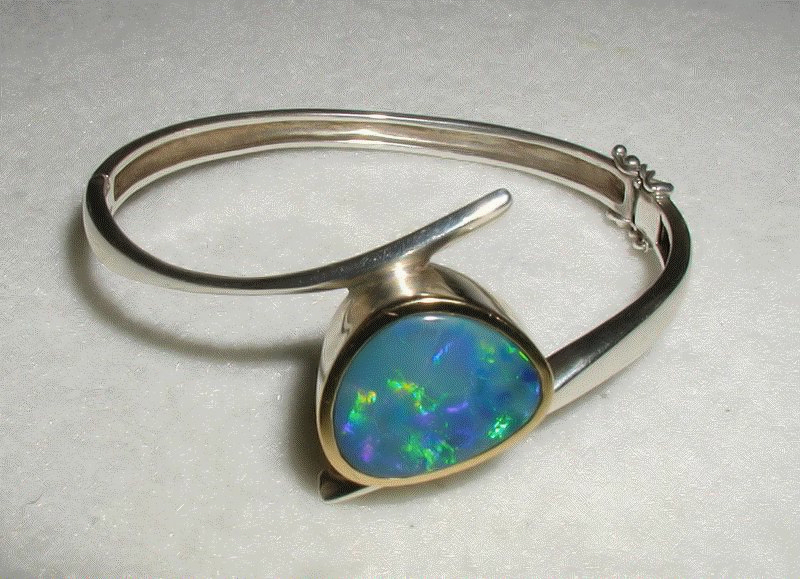
El ópalo en este brazalete contiene una microestructura periódica natural responsable del color iridiscente. Es básicamente un cristal fotónico natural, a pesar de no tener una banda prohibida completa.

Un cristal fotónico es un material estructurado de forma que su función dieléctrica varíe periódicamente en el espacio. Aunque existen manifestaciones naturales de estos materiales, como los ópalos o ciertas estructuras microscópicas que dan lugar a coloraciones en las alas de algunas mariposas, se trata de materiales relativamente novedosos propuestos simultánea e independientemente por los profesores Ely Yablonovitch y Sajeev John para inhibir la emisión espontánea y para producir localización de luz respectivamente.
Los cristales fotónicos son nanoestructuras ópticas periódicas que están diseñadas para afectar el movimiento de los fotones de un modo similar al que la periodicidad de un cristal semiconductor afecta al movimiento de los electrones. Los cristales fotónicos aparecen en la naturaleza y han sido estudiados por los científicos con diversos intereses durante los últimos 100 años.

## Introducción
Los cristales fotónicos están compuestos de nanoestructuras dieléctricas o metal-dieléctricas periódicas que afectan a la propagación de las ondas electromagnéticas (EM) del mismo modo que el potencial periódico en un semiconductor afecta el movimiento de los electrones, definiendo bandas de energía permitidas y prohibidas. Básicamente, los cristales fotónicos contienen regiones internas con constantes dieléctricas altas y bajas que se repiten de forma regular. Las ondas de luz que tiene permitido propagarse se conocen como modos, los grupos de modos forman las bandas. Las bandas de longitudes de ondas no permitidas se llaman bandas prohibidas. Esto da lugar a diferentes fenómenos ópticos como la inhibición de emisión espontánea, espejos de alta-reflexión omni-direccionales y guías de onda con pérdidas bajas, entre otros.
Debido a que el fenómeno físico está basado en la difracción, la periodicidad de la estructura del cristal fotónico ha de estar en el mismo orden de longitud de la mitad de la longitud de onda de las ondas EM, es decir, las regiones de constantes dieléctricas altas y bajas que se repiten han de tener las siguientes dimensiones; desde aproximadamente 200 nm (azul) hasta 350 nm (rojo) para cristales fotónicos operando en la parte visible del espectro. Esto hace que la elaboración de cristales fotónicos sea tediosa y difícil.

## Qué es un cristal fotónico
Cuando una onda electromagnética incide sobre la superficie de un material con índice de refracción periódico (o es emitida desde el interior del material) se produce interferencia entre las ondas reflejadas en cada intercara (separación entre los medios de diferente índice de refracción) cuando la interferencia es destructiva aparecen ciertos rangos de frecuencia que no pueden transmitirse en el cristal.
Dicho de otro modo, al igual que en materiales eléctricos existen bandas de energía prohibida para los electrones, en los cristales fotónicos, existen rangos prohibidos para los fotones. (Bien dicho se diría que no existen estados disponibles para esas energías en el interior del material). Es decir, un cristal fotónico es un material en el que existe un índice de refracción periódico en el espacio. Además, para que pueda darse este fenómeno debe de ser un material no absorbente.
La periodicidad del índice de refracción puede ser en una, dos o las tres direcciones. Esta periodicidad se consigue generalmente con estructuras periódicas con materiales de diferente índice de refracción. 
La posición y la anchura de estos vacíos fotónicos vendrán dadas por las características del material, entre ellas las más importantes serían el valor de las constantes dieléctricas de los materiales y el periodo espacial de su variación. 
Así por ejemplo separaciones periódicas del orden del milímetro o de la micra, darán lugar a vacíos fotónicos en el rango de las microondas o el infrarrojo respectivamente. 
La periodicidad de la constante dieléctrica interaccionando sobre los fotones juega un papel similar al que ejerce el potencial periódico cristalino en su interacción con los electrones. 
Tras analizar cómo se crean las bandas prohibidas para los electrones así como para los fotones, se puede profundizar más con algunas ecuaciones. La ecuación que rige a los electrones es la famosa ecuación de Schrödinger: 

{\displaystyle \left(-{\hbar ^{2} \over 2m}\nabla ^{2}+V(\mathbf {r} )\right)\psi (\mathbf {r} )=E\psi (\mathbf {r} )}

Por otra parte las ecuaciones de Maxwell describen el comportamiento y la propagación de las ondas electromagnéticas. Si se considera un medio lineal, densidades de carga y fuentes de corriente nulas, se pueden formular dos ecuaciones a partir del campo eléctrico o del campo magnético.

{\displaystyle \nabla \times \mathbf {E} (\mathbf {r} )=-\mu {\partial \mathbf {H} (\mathbf {r} ) \over \partial t}}

{\displaystyle \nabla \times \mathbf {H} (\mathbf {r} )=\varepsilon {\partial \mathbf {E} (\mathbf {r} ) \over \partial t}}

Si ahora a partir de las ecuaciones de Maxwell y considerando una onda monocromática de frecuencia {\displaystyle \omega }, propagándose por un medio cuya permitividad relativa es una función en el espacio de la siguiente forma: {\displaystyle \varepsilon _{r}(\mathbf {r} )}, y se asume que la absorción de la luz es despreciable, la constante dieléctrica es real y positiva y la permeabilidad relativa es unitaria se pueden escribir las ecuaciones de onda como:

{\displaystyle \nabla \times \nabla \times \mathbf {E} (\mathbf {r} )=\varepsilon _{r}(\mathbf {r} )\left({\omega  \over c}\right)^{2}\mathbf {E} (\mathbf {r} )}

{\displaystyle \nabla \times \left({1 \over \varepsilon _{r}(\mathbf {r} )}\nabla \times \mathbf {H} (\mathbf {r} )\right)=\left({\omega  \over c}\right)^{2}\mathbf {H} (\mathbf {r} )}

donde {\displaystyle c} es la velocidad de la luz. Escrita así solo hace falta mirar líneas más arriba para comprobar su similitud con la ecuación (1). Los dos primeros términos funcionan como análogo a la energía cinética, el tercero, en el que aparece la dependencia espacial del dieléctrico es similar a un potencial periódico en la ecuación de Schrödinger, y la parte del índice de refracción constante representa las energías de los modos de propagación.
Hay una diferencia esencial, en la aparición de los estados ligados para los fotones respecto a los electrones. Mientras la aparición de estados ligados de electrones en la ecuación de Schrödinger corresponde a energías negativas, en el caso de los estados ligados de luz la constante dieléctrica es definida positiva. Por lo tanto la aparición de estos estados ligados va a ser mucho más difícil y dependerá de la geometría y necesitara de un complicado diseño de materiales artificiales

## Historia
Aunque los cristales fotónicos han sido estudiados de un modo u otro desde 1887, el término “cristal fotónico” fue empleado por primera vez unos 100 años más tarde, después de que Eli Yablonovitch y Sajeev John publicaran sendos artículos en 1987, publicaciones que son referentes en el campo.
Anteriormente a 1987, habían sido estudiados extensamente cristales fotónicos unidimensionales formados a base de apilar periódicamente múltiples láminas de dieléctricos (como en los espejos de Bragg). Lord Rayleigh empezó a estudiarlos en 1887, mostrando que dichos sistemas poseen una banda fotónica prohibida, un rango espectral de gran reflexión, en una dimensión. Hoy en día esas estructuras son usadas en una gran variedad de aplicaciones; desde recubrimientos reflectantes para mejorar la efectividad de LEDs hasta espejos de gran reflexión en algunas cavidades láser (ver, por ejemplo; el diodo láser VCSEL). Bykov desarrolló un estudio teórico detallado de estructuras ópticas unidimensionales, siendo el primero en investigar el efecto de una banda fotónica prohibida sobre la emisión espontánea de átomos y moléculas infiltradas en una estructura con propiedades fotónicas. Bykov incluso pronosticó qué podría ocurrir si se empleasen estructuras bi- y tridimensionales. Sin embargo estas ideas no tuvieron éxito hasta después de las dos publicaciones de Yablonovitch y John en 1987. Ambos artículos consideraron estructuras periódicas, cristales fotónicos, de alta dimensionalidad. La motivación principal de Yablonovitch era eludir las densidades de estados fotónicos, con la intención de controlar la emisión espontánea de materiales infiltrados en cristales fotónicos. La idea de John era usar los cristales fotónicos para influir la localización y el control de la propagación de luz.
Después de 1987 el número de publicaciones científicas sobre cristales fotónicos comenzó a crecer exponencialmente. Sin embargo, debido a la dificultad que implica el fabricar estas estructuras a escala óptica (ver Fabricación), los estudios anteriores eran o bien teoréticos o en el rango de las microondas, donde los cristales fotónicos pueden ser fabricados en la mucho más accesible escala de los centímetros. Esto se debe a la propiedad de los campos electromagnéticos conocida como invariabilidad de escala – resumiendo, los campos electromagnéticos, así como las soluciones a las ecuaciones de Maxwell, no tienen longitud escalar propia y, por lo tanto, una solución para una estructura en la escala de los centímetros y una frecuencia en el rango de las microondas es la misma que para una estructura en la escala de los nanómetros y una frecuencia en el visible. En 1991 Yablonovitch mostró la primera banda fotónica prohibida en tres dimensiones en el orden de las microondas.
En 1996 Thomas Krauss hizo la primera demostración de un cristal fotónico en dos dimensiones para longitudes de onda en el visible. Esto abrió el camino a la fabricación de cristales fotónicos en semiconductores aprovechando los métodos empleados en la industria de los semiconductores.  Más adelante esas mismas técnicas empezaron a emplear cristales fotónicos planares, cristales fotónico bidimensionales perforados en láminas de semiconductores, la reflexión interna total confina la luz en las laminas y permite los efectos de un cristal fotónico, de esa forma se logra usar la dispersión fotónica en las laminas. La investigación se dirige al uso de cristales fotónicos planares en circuitos integrados de ordenadores para mejorar el procesamiento óptico de comunicación tanto dentro como entre los chips.
Los cristales fotónicos bidimensionales encuentran su uso comercial en forma de fibras de cristal fotónico (también conocidas como fibras microestrucuradas). Las fibras de cristal fotónico fueron desarrolladas por Philip Russell en 1998 y pueden diseñarse para obtener propiedades mejoradas sobre una fibra óptica convencional.
El estudio de los cristales fotónicos tridimensionales ha evolucionado más despacio que su homólogo bidimensional. Esto es debido a la mayor dificultad en su fabricación ya que no ha heredado ni hay ninguna técnica disponible proveniente de la industria de semiconductores para la fabricación de cristales fotónicos tridimensionales. Se ha intentado, de todos modos, adaptar algunas técnicas y se ha llegado a demostrar algún gran avance, por ejemplo, en la fabricación de estructura “pila de leña” (en inglés; "woodpile”) construidas a base de depositar sucesivas capas de materiales. Otra línea de investigación consiste en fabricar las estructuras fotónicas tridimensionales mediante autoensamblaje, básicamente se trata de permitir que nanoesferas dieléctricas suspendidas en un disolvente se dispongan en estructuras trimensionales periódicas que posean una banda fotónica prohibida (ver Cristales fotónicos coloidales).

## Fabricación

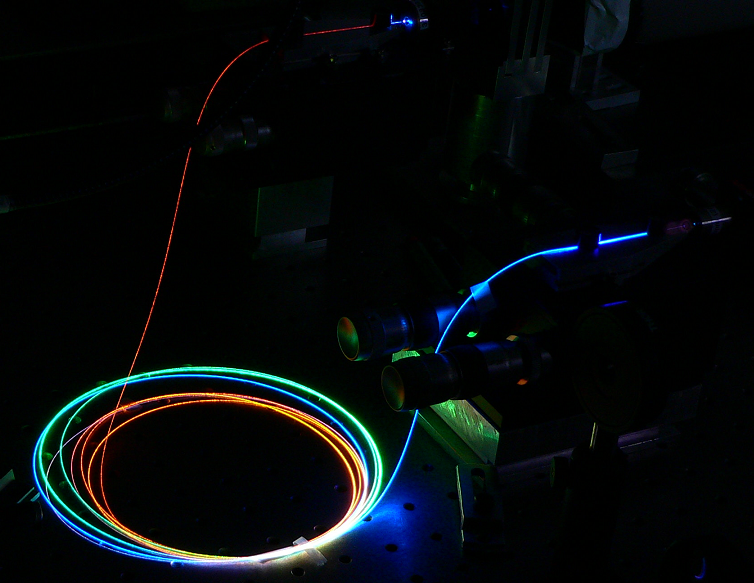
Foto de una fibra óptica donde los efectos no lineales sobre un pulso infrarrojo generan un supercontinuo.

El mayor desafío para obtener cristales fotónicos de alta dimensionalidad es la fabricación de estas estructuras con suficiente precisión para prevenir pérdidas debidas a la dispersión que atenúen las propiedades del cristal y que permitan su fabricación en serie. Un método prometedor de fabricar cristales fotónicos bidimensionales son las fibras de cristal fotónico o fibras microestructuradas. Usando técnicas de grabado desarrolladas para fibras ópticas se reúnen estos dos requisitos y las fibras de cristal fotónico están disponibles para su comercialización. Otro método prometedor para desarrollar cristales fotónicos en dos dimensiones son los cristales fotónicos planares. Estas estructuras consisten en láminas de un material (por ejemplo, silicio) que puede ser litografiado usando técnicas prestadas de la industria de los semiconductores. Estos diseños tienen el potencial de combinar las aplicaciones fotónicas con las electrónicas en un mismo circuito integrado.
Para los cristales fotónicos tridimensionales varias técnicas han sido usadas incluyendo la fotolitografía y técnicas de grabado similares a las usadas en la fabricación de circuitos integrados. Algunas de estas técnicas están ya disponibles, por ejemplo; “Nanoscibe´s Direct Laser Writing system”. Tratando de evitar métodos de nanotecnología y su compleja maquinaria, se han buscado otras alternativas para crecer cristales fotónicos coloidales mediante autoensamblaje.

## Cálculo de la estructura de bandas fotónicas
La banda fotónica prohibida es básicamente un salto entre la línea del aire y la línea del dieléctrico en la estructura de bandas de energía debido a la  dispersión refractiva. Al diseñar un cristal fotónico es necesario pronosticar la posición y el tamaño de la banda prohibida, esto se hace mediante un cálculo de simulación usando uno de los siguientes métodos.
1. Método de expansión de ondas planas o aproximación escalar
2. Método de las Diferencias Finitas en el Dominio del Tiempo[10]
3. Método espectral de Orden-N[11][12]
4. Método de Korringa-Kohn-Rostoker (KKR)

Básicamente estos métodos calculan las frecuencias (modos normales) de los cristales fotónicos para cada valor de la dirección de propagación dada por el vector de onda o viceversa, los valores del vector de onda k para cada frecuencia, en el espacio recíproco. Las diferentes líneas en la estructura de bandas corresponden a los diferentes valores de n, el índice de las bandas. Para una introducción a la estructura de bandas fotónicas se recomienda el libro de Joannopoulos; Photonic Crystals: Molding the Flow of Light, en inglés.

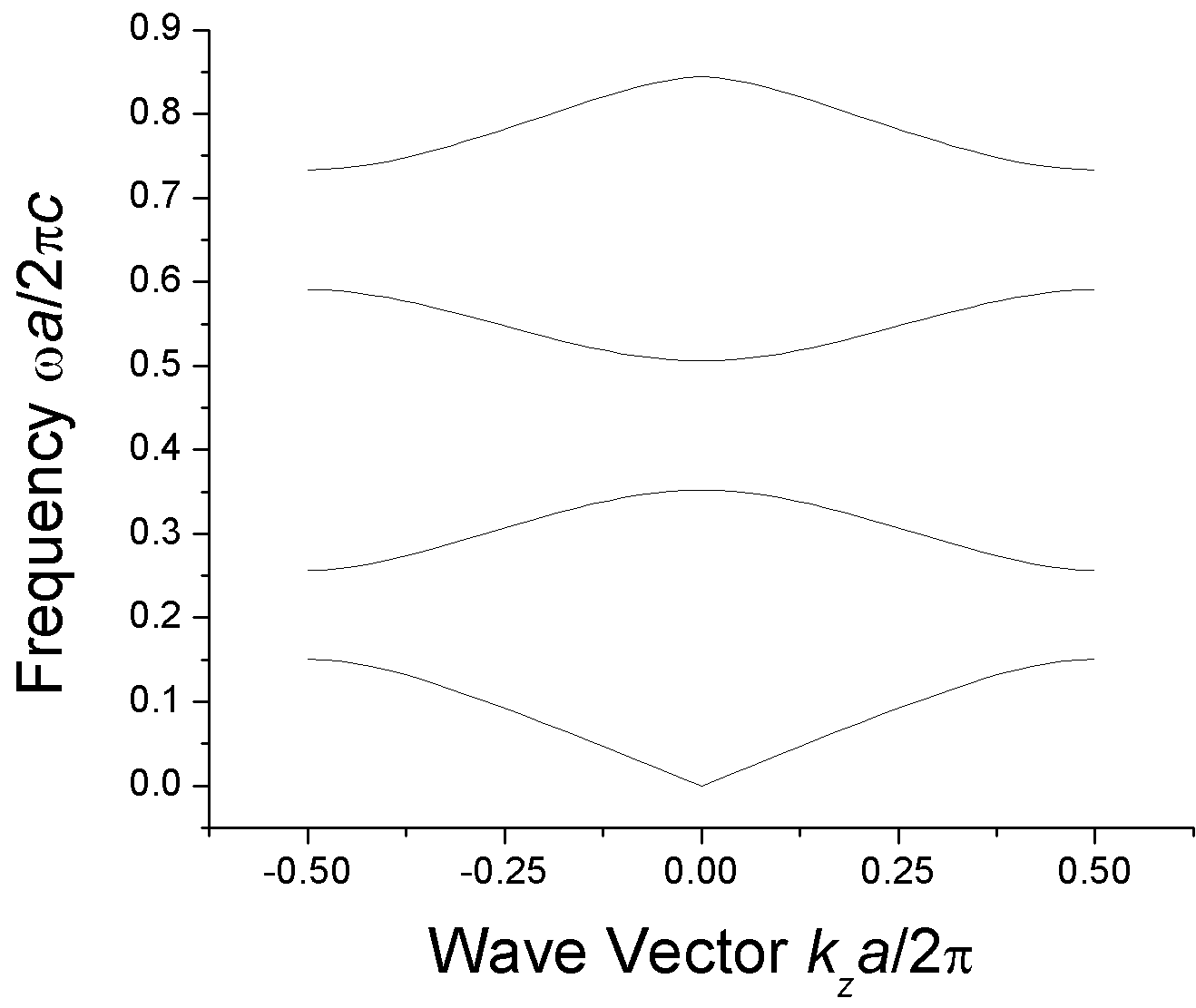
Estructura de bandas de un cristal fotónico unidimensional, espejo de Bragg, calculada usando el método de aproximación escalar.

El método de expansión de ondas planas, o aproximación escalar, puede ser usado para calcular la estructura de bandas planteando las ecuaciones de Maxwell como un problema de valores propios, y así resolviendo las frecuencias propias para cada dirección de propagación del vector de onda. Se resuelve directamente el diagrama de dispersión. Los valores de fuerza del campo eléctrico se pueden calcular sobre el todo el problema usando los vectores propios del mismo problema. La foto que se muestra a la derecha corresponde a la estructura de bandas de un espejo de Bragg, o un cristal fotónico monodimensional, consistente en láminas de un dieléctrico con una constante dieléctrica de 13 intercaladas con láminas de aire, y una relación entre la periodicidad entre capas y su grosor (d/a) de 0.5. La solución se obtiene aplicando ondas planas en 101 sobre la primera zona de Brillouin.

## Aplicaciones
Los cristales fotónicos son atractivos materiales con propiedades ópticas que permiten controlar y manipular el flujo de luz. Los cristales fotónicos monodimensionales son utilizados ampliamente como láminas ópticas delgadas con aplicaciones que van desde recubrimientos de lentes y espejos con baja y alta reflexión hasta pinturas que cambian de color y tintas. Los cristales fotónicos de mayor dimensionalidad son de gran interés tanto para la investigación teórica como práctica y los bidimensionales empiezan a encontrar usos comerciales. Los primeros productos comercializados que incluían cristales fotónicos periódicos en dos dimensiones son las fibras microestructuradas, que gracias a su estructura microscópica confinan la luz con resultados radicalmente mejores que para las fibras ópticas convencionales y encuentran su aplicación en aparatos de óptica no lineal y como insólitas guías de luz. Sus análogos en tres dimensiones están lejos de llegar a comercializarse pero ofrecen características adicionales que pueden dar lugar a un nuevo concepto de tecnologías (por ejemplo; computadores ópticos) una vez que se controlen ciertas facetas tecnológicas como su fabricación y los principales problemas como el desorden en las estructuras.